# Les Nombres
Pour les articles homonymes, voir Nombre (homonymie).
Les Nombres est un roman russe de Victor Pelevine publié en russe en 2010 (après une première version en 2003), et en traduction française par les éditions Alma en 2014.

## Trame narrative
Tout petit, Stiopa s'intéresse au chiffre "7", et pratique tout rituel capable de lui attirer l'attention positive du "7". Comprenant qu'il ne saurait en devenir l’élu universel, après divers essais, il opte pour le "34", ou le "34" le choisit. Il fallait suivre une voie différente : na pas se lancer dans des rituels magiques confus, mais consacrer toute sa vie à ce nombre, fusionner avec lui en lui prouvant son dévouement par un effort quotidien (p. 20). Après des études vite sélectionnées (page 34), il fonde, à Moscou, vers 1995, la Sanbank (banque supposée spécialisée en tuyaux et canalisations), sous-titrée en anglais en 1998 Sun Bank, qui, bien protégée, progresse bien, par la plus réelle des magies(p. 43), l'absurde des règles irrationnelles, la numérologie : Stiopa était un chamaniste éclectique, comme la plupart des Russes aisés (p. 44)... Après changement imprévu de protecteur, une société pétrolière franco-russe se propose d'en faire sa banque de poche inversée, pour attirer à Moscou des capitaux occidentaux, qui réussit grâce à l'intuition incroyable de Stiopa, à base de séquences de "34", ou plutôt contre les séquences en "43" ou "29".
Déçu par ses expériences de jeunes femmes, toutes testées à la numérologie, il s'attache à Meowth (27 ans alors), en études de folklore, puis comme assistante à la banque. Elle lui révèle, entre autres, que le secret de la spiritualité capitaliste, c'est l'art ,de consommer l'image de soi-même(p. 115). Et sa connaissance du folklore citadin contemporain est bénéfique. Une révélation le fait passer de l'alimentation à la fourchette aux baguettes, et à la rencontre de maître Prostilav et du Livre des changements : hexagrammes, sinogrammes... Le symbolisme des lettres le persuade de changer le nom de sa banque, mais surtout lui fait découvrir son frère lunaire, le "43", dans la personne de Srakandaïev. Stiopa monte un projet d'émission télévisée, Ziouzia et Tchoubaïka. Dans le train qui le mène à Saint-Pet, il rencontre un tantriste agnostique, puis se retrouve en salon privé avec Srakandaïev...
Puis arrive son quarante-troisième anniversaire (p. 306)...

## Personnages
- Stiopa, Mikhaïl Stepan Arkaadievitch, alias Pokémon n°25 Pikachu, Tania et Tatiana,
- Meowth Julianovna, alias Pokémon Miaouss n°52, Miou-Miou,
- Issa et Moussa Djoulaïev, tchétchènes, premiers protecteurs de Stiopa, et de GVS,
- Lebedkine, Capitaine Jedi Leoni (Lenia) Lebedkine, protecteur de Stiopa, du FSB, sans doute Pokémon Nidoking,
- Binga, prophétesse bulgare (p. 45),
- Swami Makananda (p. 109),
- Prostislav, devin (p. 132), façon Kotscheï l'Immortel, du magasin GKTchP, mouchard FSB,
- Gueorgui Varfolomeïevitch Srakandaïev (GVS), Bourricot Sept Centimes, Jora, dirigeant de la banque Delta Credit, liée au consortium Ein Nene,
- Maliouta (p. 195), publicitaire, disciple de Tatarski, dépendant de Lebedkine,
- Zhou Yi (p. 302), devin chinois,
- Lioussa, de la comptabilité.

## Éditions
- Les Nombres (Alma, Paris, 2014), 384 pages  (ISBN 978-2-3627-9129-1)